# Distretto di Stoŭbcy
Il distretto di Stoŭbcy (in bielorusso Стаўбцоўскі раён?) è un distretto (raën) della Bielorussia appartenente alla regione di Minsk. Nel quale è avvenuto il Massacro di Nalibaki.